# Team Shanghai Alice
La team Shanghai Alice (上海アリス幻樂団, Shanhai Arisu Gengakudan) est un développeur de jeux vidéo. Il se distingue pour deux spécificités : il ne comporte qu'un seul homme, ZUN, et ne développe que le jeu Touhou Project.
Cette structure est en effet le réceptacle du projet de ZUN, ancien employé de Taito, qui cherchait à produire ses propres jeux tels qu'il les pensait. Orientée shoot 'em up, la série Touhou est aussi une ambassadrice du genre manic shooter (danmaku). Cette série, désormais connue dans le paysage vidéoludique, est notamment appréciée pour sa grande difficulté, son aspect impressionnant (l'écran submergé de tirs qui apparaissent sous forme stylisée), l'univers développé ainsi que ses musiques.
Des jeux de combats 2D, reprenant l'univers Touhou, ont aussi été développés avec la collaboration de Twilight Frontier.

## Jeux
- The Embodiment of Scarlet Devil (東方紅魔郷, 2002)
- Perfect Cherry Blossom (東方妖々夢, 2003)
- Immaterial and Missing Power (東方萃夢想, 2004) - Collaboration avec Twilight Frontier.
- Imperishable Night (東方永夜抄, 2004)
- Phantasmagoria of Flower View (東方花映塚, 2005)
- Shoot the Bullet (東方文花帖, 2005)
- Mountain of Faith (東方風神録, 2007)
- Scarlet Weather Rhapsody (東方緋想天, 2008) - Collaboration avec Twilight Frontier.
- Subterranean Animism (東方地霊殿, 2008)
- Undefined Fantastic Object (東方星蓮船, 2009)
- Touhou Hisōtensoku (東方非想天則, 2009) - Collaboration avec Twilight Frontier.
- Double Spoiler ~ Touhou Bunkachou (ダブルスポイラー　～ 東方文花帖, 2010)
- Fairy Wars (妖精大戦争　～ 東方三月精, 2010)
- Ten Desires (東方神霊廟, 2011)
- Hopeless Masquerade (東方心綺楼, 2013) - Collaboration avec Twilight Frontier.
- Double Dealing Character (東方輝針城, 2013)
- Impossible Spell Card (弾幕アマノジャク, 2014)
- Urban Legend in Limbo (東方深秘録, 2015) - Collaboration avec Twilight Frontier.
- Legacy of Lunatic Kingdom (東方紺珠伝, 2015)
- Antinomy of Common Flowers (東方憑依華, 2017)
- Hidden Star in Four Seasons (東方天空璋, 2017)
- Violet Detector (秘封ナイトメアダイアリー, 2018)
- Willy Beast and Weakest Creature (東方鬼形獣, 2019)
- Touhou Gouyoku Ibun (東方剛欲異聞　～ 水没した沈愁地獄, démo sortie en 2019, jeu complet en 2021) - Collaboration avec Twilight Frontier.
- Unconnected Marketeers (東方虹龍洞, 2021)
- 100th Black Market (バレットフィリア達の闇市場, 2022)
- Unfinished Dream of All Living Ghost (東方獣王園, 2023)